# Angel Gelmi Bertocchi
Angel Gelmi Bertocchi (ur. 24 kwietnia 1938 w Gandino, zm. 17 czerwca 2016) – włoski duchowny katolicki posługujący w Boliwii, biskup pomocniczy Cochabamba 1985-2013.

## Życiorys
Święcenia kapłańskie otrzymał 28 czerwca 1968.
4 kwietnia 1985 papież Jan Paweł II mianował go biskupem pomocniczym Cochabamba ze stolicą tytularną Forum Clodii. 29 czerwca tego samego roku z rąk arcybiskupa Gennaro Prata Vuolo przyjął sakrę biskupią. 31 maja 2013 ze względu na wiek, złożył na ręce papieża Benedykta XVI rezygnację z zajmowanej funkcji.
Zmarł 17 czerwca 2016.